# Kritaturus dornarus
Kritaturus dornarus är en kvalsterart som beskrevs av Cook 1983. Kritaturus dornarus ingår i släktet Kritaturus och familjen Aturidae. Inga underarter finns listade i Catalogue of Life.